# Ryohei Suzuki (skådespelare)
Ryohei Suzuki, född 29 mars 1983 i Nishinomiya, är en japansk skådespelare.
Suzuki har bland annat medverkat i filmen City Hunter. Han har även medverkat i TV-serien Full Throttle Girl.

## Filmografi (i urval)
- 2011 – Full Throttle Girl (TV-serie)
- 2024 – City Hunter